# Theme of Foxy Brown
«Theme of Foxy Brown», escrita, producida e interpretada por el músico estadounidense Willie Hutch, es el tema musical de la película Foxy Brown. Fue publicada el 19 de marzo de 1974 como el sencillo principal de la banda sonora del mismo nombre.

## Recepción de la crítica
Un escritor no especificado de Record World describió «Theme of Foxy Brown» como “su mejor esfuerzo hasta la fecha”.

## Lista de canciones
Todas las canciones escritas y compuestas por Willie Hutch.
1. «Theme of Foxy Brown» – 2:25
2. «Give Me Some of That Good Old Love» – 3:41

## Posicionamiento
| Gráfica (1974)                              | Pico de posición |
| ------------------------------------------- | ---------------- |
| Estados Unidos (Billboard Hot Soul Singles) | 64               |
| Estados Unidos (Cash Box Looking Ahead)     | 110              |